# Cursa
Cursa (beta Eridani) is een heldere ster in het sterrenbeeld Eridanus (Rivier Eridanus).
De ster staat ook bekend als Dhalim en Kursa en maakt deel uit van de Siriusgroep.